# Kiruvale, Sakleshpur
Kiruvale là một làng thuộc tehsil Sakleshpur, huyện Hassan, bang Karnataka, Ấn Độ.